# Bawuudordżijn Baasanchüü
Bawuudordżijn Baasanchüü (ur. 26 listopada 1999 w Mörön) – mongolska judoczka, medalistka olimpijska z Paryża.

## Życiorys
W 2024 roku na Mistrzostwach Świata w judo w Abu Zabi zdobyła tytuł mistrzyni świata, w finale pokonując Assuntę Scutto oraz wygrała zawody Grand Slam w Duszanbe.
W tym samym roku w barwach Mongolii wzięła udział w Letnich Igrzyskach Olimpijskich w Paryżu, gdzie w rywalizacji judoczek do 48 kg w 1/32 pokonała Katrynę Esposito z Malty, w 1/16 Katharinę Tanzer z Austrii, w ćwierćfinale Gabrielę Narváez z Paragwaju, a w półfinale Laurę Martínez z Hiszpanii. W finale uległa Natsumi Tsunodzie z Japonii.